# Julian Gamble
Julian Gamble (Durham, Carolina del Norte, 15 de septiembre de 1989) es un jugador de baloncesto estadounidense que pertenece a la plantilla de los Lobos Plateados de la BUAP de la Liga Nacional de Baloncesto Profesional de México. Con 2,08 metros de estatura, juega en la posición de pívot.

## Trayectoria deportiva

### Universidad
Jugó durante cuatro temporadas con los Hurricanes de la Universidad de Miami, en las que promedió 4,3 puntos, 3,5 rebotes y 1,0 tapones por partido. En el verano de 2011, una lesión en el ligamento cruzado anterior de su pierna izquierda le obligó a permanecer de baja un año, consiguiendo que la NCAA ampliara su trayectoria en la universidad un año más. Fue incluido en el segundo mejor quinteto del Torneo de la Atlantic Coast Conference de 2013, y en el mejor quinteto defensivo de la temporada elegido por los entrenadores de la conferencia.

### Profesional
Tras no ser elegido en el Draft de la NBA de 2013, fichó en el mes de julio por el Saint-Vallier Basket Drôme de la Pro B, la segunda categoría del baloncesto francés. Allí jugó una temporada en la que promedió 16,3 puntos y 9,0 rebotes por partido.
El 30 de septiembre de 2014 se comprometió con el Basic-Fit Brussels de la liga belga por una temporada, ganándose en el mes de diciembre una ampliación de contrato hasta 2016. En su primera temporada en el equipo acabó promediando 17,0 puntos y 7,5 rebotes por partido, mientras que en la segunda sus números fueron de 16,6 puntos y 8,3 rebotes por encuentro.
En julio de 2016 firmó contrato con el Telekom Baskets Bonn de la liga alemana, equipo con el que debutó en competición europea, disputando la Copa Europea de la FIBA.
En 2018, tras dos temporadas en las filas del Telekom Baskets Bonn, firma por el Nanterre 92 de la LNB Pro A.
Durante las temporadas 2019-20 y 2020-21, jugó en la Virtus Bolonia, donde en su segunda temporada promedió 9,4 puntos, 5,2 rebotes, 1,4 asistencias y un tapón en los 19,7 minutos de media de los que dispuso en la Serie A italiana.
El 28 de septiembre de 2021, firma por el Iberostar Tenerife de la Liga Endesa. Durante su estancia en el conjunto tinerfeño, Gamble firma en Liga Endesa unos promedios de 10,2 puntos y 4,6 rebotes para 11 créditos de valoración y en la BCL promedia 12,3 puntos y 7,3 rebotes para 10,3 de valoración.
El 10 de noviembre de 2021,  ficha por el Hereda San Pablo Burgos de la liga ACB.
El 10 de octubre de 2022, firma por el Bnei Herzliya de la Ligat ha'Al.
En septiembre de 2024 fue contratado como refuerzo de los Lobos Plateados de la BUAP de la Liga Nacional de Baloncesto Profesional de México, haciendo su debut con el equipo en un partido ante los Santos de San Luis.